# Гральні карти

Стандартна колода з 52 карт, атласний малюнок

Гральні карти — прямокутні аркуші картону чи тонкого пластику, уживані для картярських ігор. Повний набір гральних карт зветься колодою карт. Також карти використовуються для пасьянсів, фокусів і ворожіння.
На відкритому боці карти (лицьовому) надруковано її номінал, а закритий бік (сорочка) оформлений однаково для всіх карт колоди, щоб не можна було розпізнати номінал перевернутої карти.
Для більшості сучасних ігор використовують стандартну колоду або її неповний варіант. У багатьох іграх використовуються спеціальні колоди. Серед таких ігор особливо виділяються колекційні карткові ігри.

## Тлумачення
В одному зі стародавніх китайських словників є пояснення обраних мастей й кількості карт[джерело не вказане 3983 дні]. Чотири масті — символізують чотири пори року, 52 карти в колоді — кількість тижнів у році. Символічне тлумачення значення карт частково збереглося. Кількості тижнів у році відповідає кількість карт у колоді — 52; пори року — це чотири масті; зважаючи на те, що кожна пора року має по 13 тижнів, то і кожна масть теж має по 13 карт. Наступні обчислення небагато складніші. Кожна карта має позначення очок, або індекси, 1-10, карти «Нижник», «Краля» й «Король» також мають відповідну кількість очок, 11-13. Таким чином, якщо скласти всі ці очки, то в результаті вийде 91 — це кількість днів у кожній порі року. Якщо ж знайти суму очок чотирьох пір року (чотири рази по 91), то виходить 364 — кількість днів у році без одного дня.
Види стандартної колодивелика, середня і мала:
- велика або повна колода складається з 52 карт (від туза до двійки) або з 54 карт (з додаванням двох джокерів). Деякі виробники вкладають промо-карту — рекламну листівку у форматі карти, яка в іграх участі не бере;
- середня колода містить 36 карт (від туза до шістки);
- мала колода — 32 карти (від туза до сімки). Малу колоду називають також пікетною, скатовою і преферансною — від назв знаменитих ігор, в які грають малою колодою.

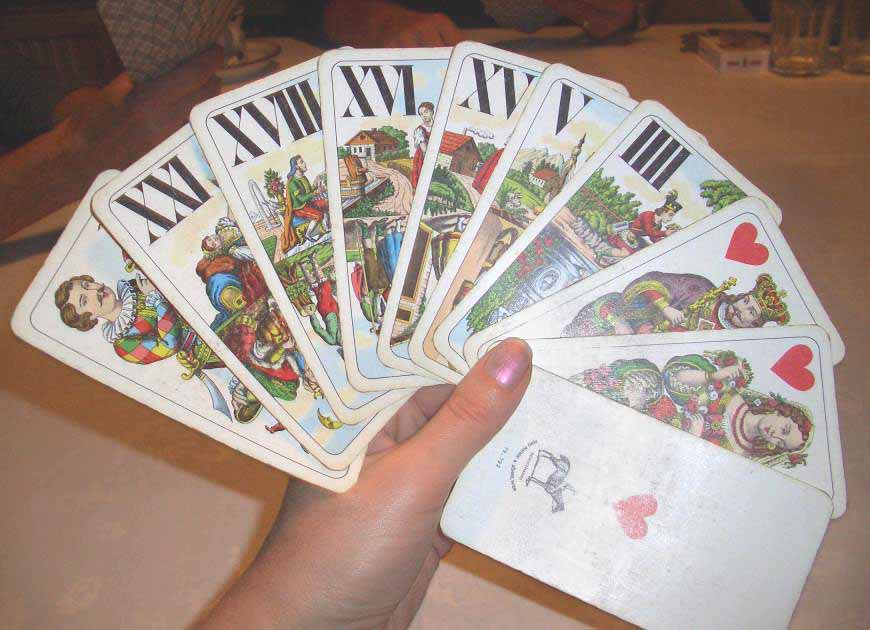
Старші аркани таро, малюнок «Промисел та удача» (Industrie und Glück)

- колода таро містить 78 карт, і складається з 4 мастей по 14 карт кожна та 22 символічних карт-картин, що відповідають за козирі. Ця колода з'явилася у середньовіччі, й використовується до наших днів, переважно, для ворожіння. Карти типової колоди Таро поділяються на дві великі групи: на козирі, так звані «Старші аркани», і на «Молодші аркани». Саме слово аркан походить від латинського слова arcanum, що означає «закритий», «таємний». Цей термін щодо таро ввів французький окультист Поль Крістіан (1863), а поділ арканів на старші (мажорні) та молодші — французький окультист Елі Стар (1888). До козирів відносяться 22 карти, кожна з яких має свою оригінальну назву. Їхні зображення, назви та приписувані значення арканів у кожній колоді свої. Решта 56 карт, «Молодші аркани», поділяються на чотири масті: жезли (палиці), мечі, кубки (чаші), монети (пентаклі, диски). Таким чином, в колоді є по 14 карт кожної масті. З них 4 карти — фігурні, або так звані карти двору, на яких зображуються люди: король, королева, принц і паж (принцеса). Решту 10 карт масті є очковими, тобто мають вартість від одного очка до десяти. Одноочкові картки інакше називають тузами.

## Історія виникнення карт

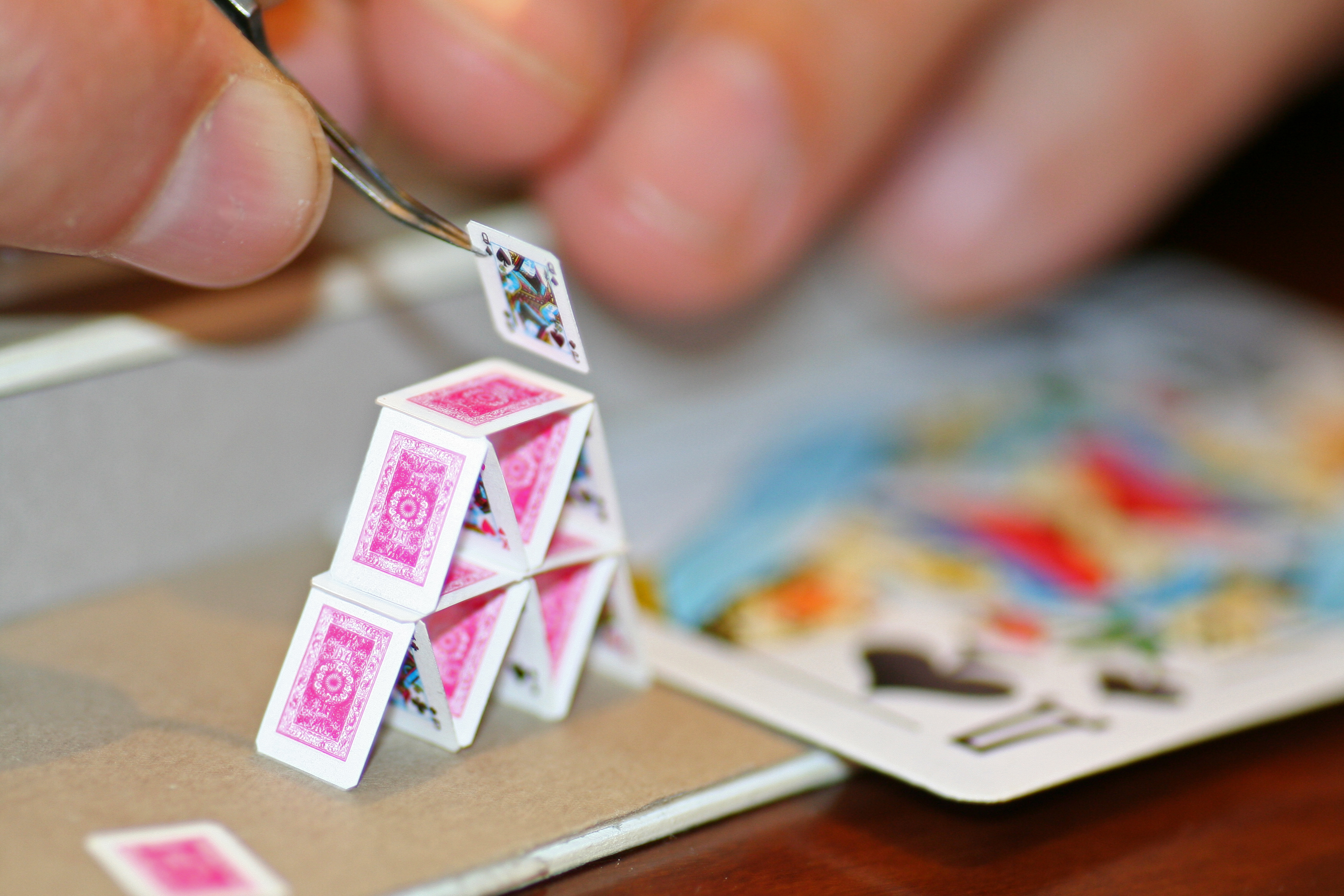
Картковий будиночок з найменших тиражних гральних карт у світі.

### Східна Азія
Перші гральні карти з'явилися в Східній Азії. У Кореї та Китаї карти згадувалися вже в XII столітті. Один з найдавніших словників Чінг цзе Тунга датував походження першої китайської колоди 1120 роком. Існують також і раніші згадування гри, у якій використовувалися довгасті листи — вони відносяться до періоду правління в IX ст. Династії Тан (618—917 рр.) До появи паперових карт китайці та японці використовували плоскі довгасті таблички зі слонової кістки або дерева. Поширюючись у різних культурах колоди набували різних форм і вигляду. В Індії грали круглими картами, які називалися Ганджіфа. У середньовічній Японії за часів сьогунату була поширена карткова гра Ута-Гарут, як колода ній використовувалися раковини мідій, що зображували сцени побуту, пори року і сцени віршів.

### Європа
Щодо появи гральних карт у Європі існує кілька версій. За однією з них, поява гри в карти належить до XV ст. і збігається з появою циганів в Європі. За іншою — загальна популярність карт, за свідченням єзуїта Менестр'є, приписується XIV сторіччю, коли один маловідомий живописець на ймення Жикомін Грінгонер винайшов карти для розваг божевільного короля Франції Карла VI (1368—1422), що увійшов в історію під ім'ям Карла Божевільного. Карти нібито були єдиним засобом, який заспокоювало хворого між нападами божевілля. А під час царювання Карла VII (1422—1461) вони були вдосконалені і тоді ж отримали свою теперішню назву. Однак, це лиш гіпотеза, що не підтверджується іншими даними, і деякі літописці відносять походження карт до XIII століття. Це припущення має історичне підґрунтя, оскільки за часів правління Людовика Святого в 1254 році було видано указ, який забороняв під страхом покарання батогом гру в карти у Франції. Італійський манускрипт 1299 року також говорить про заборону гри в карти. 1260 року в Німеччині засновано особливий цех фабрикантів і торговців гральних карт. Орден Калатрави 1331 року заборонив гру в карти в Іспанії, і цю заборону було повторено в 1387 році Хуаном I, королем Кастилії. Про існування карт у Кастилії при королі Альфонсо XI говорить його указ 1332 року, який забороняє карткові ігри. Є ще версія, що гральні карти були занесені в Європу сарацинами — арабами. На її користь говорить документальна звістка про карти, що припадає на 1379 рік. У хроніці італійського міста під вказаною датою значиться: «… введена в Вітербо гра в карти, яка відбувається з країни Сарацинів і звана ними наїб». Однак на тих картах навряд чи малювалися людські фігури, як тепер, позаяк іслам забороняє правовірним робити зображення людей. Можливо, батьківщиною карт з малюнком сучасного типу є Італія. Їх найдавніший екземпляр, гравійований на міді, належить до 1485 року. Також є думка про більш раннє проникнення карт в Європу завдяки хрестовим походам на мусульманський Схід між 1096 та 1270 роками.
Королів, дам і валетів у Європі стали зображувати як легендарних героїв стародавності. Короля чирви, наприклад, стали зображувати у вигляді короля франків Карла Великого, а короля пік — у вигляді давньоєврейського царя Давида, королем бубен став Юлій Цезар, а королем треф — Олександр Македонський. Те ж стосувалося дам і валетів. Для того, щоб шулери не змогли зробити на звороті карт якісь умовні позначки, в середині XVI століття при Генріху ІІ Валуа стали на зворотну сторону карт наносити краплений дрібний пунктирний малюнок.
Польські автори Зиґмунд Ґлоґер, Казімеж Тарґош, Маріан Шульц стверджують, що гральні карти (пол. karty do gry) у Польщі знали вже в XV столітті.

Масті гральних карт

#### Україна
Гральні карти в Україні з'явилися вже в XVI ст. Відомо, що карти XVII ст. були несхожі на сучасні. Козаки грали картами німецького типу, що виготовлялися в Аугсбурзі. Ця колода мала відмінні масті та не містила валетів і краль, замість яких використовували дві «чоловічі» картинки: нижник (нім. Unter) та вишник (нім. Ober). Традиційні українські назви мастей виникли на позначення мастей німецької колоди: чирва — це Rot (червоне); дзвінка (бубна) — від Schellen («бубонці, дзвіночки»); жир (трефа) — від Eicheln, Eckern («жолуді», «букові горішки»), а вино (піка), бо на карті цієї масті малювали зелений листок (листя), найчастіше плюща чи винограду (Weinbaum).
У XIX столітті в багатьох країнах, включно з Україною, німецьку колода витіснила французька, проте видозмінені німецькі терміни досі побутують серед українських картярів. Відома тільки одна козацька гра в карти — чупрундир, суперників у якій смикали за чуба стільки разів скільки очок на картах залишилось.

### СШАта сучасний світ
На даний момент існує не менш, ніж 29 великих виробників гральних карт. Після того, як бельгійська фабрика Cartamundi поглинула американську United States Playing Card Company, засновану 1867 року, цей конгломерат став одним з лідерів світового ринку з 2019 року.
У спільноті фокусників та кардистів використання карт United States Playing Card Company (USPCC) і, зокрема, бренду Bicycle превалювало з початку XX століття. Найвпливовіші фокусники — Дай Вернон, Ед Марло, а згодом Девід Коперфілд і Девід Блейн користувалися класичними колодами USPCC, такими як Bicycle, Tally-Ho, Jerry's Nugget, про що свідчать архівні фото та відео. У середині 2000-х Блейн почав випускати авторські колоди карт спільно з USPCC, з'явилися компанії, котрі виробляли гральні карти на USPCC, орієнтуючись на спільноту фокусників та кардистів (theory11, ellusionist).
Пізніше піонери кардістрі Ден і Дейв Бак випустили власну колоду гральних карт Smoke & Mirrors у 2008 році. Зокрема, завдяки успіху власного бренду, Дену і Дейву вдалося продати понад 160 тисяч колод різних версій за 12 років. Купити гральні карти Smoke & Mirrors хотіла така велика кількість людей, що сайт не витримував навантаження відвідувачів, нерідко вони продавалися за лічені хвилини. Після успішного випуску карт Smoke & Mirrors Дена і Дейва Бака, а також заснування компаній Dan and Dave Industries і Art of Play, ентузіасти нішового жанру кардістрі по всьому світові почали створювати власні бренди, здобуваючи десятки тисяч підписників та постежників в YouTube та Instagram.
Серед сучасних кадістрі-брендів, котрі виробляють власні колоди карт на United States Playing Card Company: Anyone, Fontaine Cards, Dealers Grip, Virtuoso, December Boys, The New Deck Order та ін.

## Склад гральних карт
Як дизайнерські гральні карти американської United States Playing Card Company, так і стандартні гральні карти Bicycle Rider Back (чи The Standard), Tally-Ho чи Bee складаються з двох прошарків підготовленого паперу, формуючи основу (англ. stock), склеєних між собою спеціальним клеєм. У залежності від технологій, додаткове покриття (англ. finish чи coating) наноситься поверх під час ламінування, або ж карти готові до нарізання одразу, якщо покриття було вдруковане в рулони особливого паперу від самого початку. Далі цільні аркуші розрізають і готові вироби розфасовують по коробках. Кардістрі-бренд December Boys провів експеримент та розслоїв карти USPCC й інших фабрик, аби показати різницю в складі виробів.
Завдяки низькій собівартості виробництва та роздрібній ціні у $2-$4, а також тактильним відчуттям, піддатливості до маніпуляцій та довговічності гральні карти Bicycle, Tally-Ho, Bee та інші бренди United States Playing Card Company є одним з найпріоритетніших виборів для фокусників, кардистів та гравців у покер.

## Різновиди колод
Найпоширенішою колодою карт є французька колода, яка здобула популярності в усьому світі. Однак у різних країнах Європи розвинулися свої колоди:
- Німецька колода
- Швейцарська колода
- Італо-іспанська колода
- Колода таро

Колоди розрізняються символами мастей, складом як числових, так і старших карт. Деякі карти (наприклад, лицар) існують лише у певних регіональних колодах.

### У Європі
У багатьох країнах (Німеччина, країни Центрально-Східної Європи, Італія, Іспанія, Швейцарія) використовують неповні колоди карт з відмінними символами мастей і картинок.
Наприклад, німецька колода — варіант 32-карткової колоди для звичайних німецьких картярських ігор (наприклад, скат), у якій використовуються оригінальні символи мастей.

### В Україні
Сьогодні в Україні грають у карти французькою колодою, найпопулярнішими різновидами є стандартна та атласна колода. У типовій колоді — 52 карти плюс декілька джокерів, вона має дві чорні (♠ піка, ♣ трефа) та дві червоні (♥ чирва, ♦ бубна) масті. Кожна з мастей складається з 13 карт різного номіналу, які найчастіше називаються так: король, дама (або краля), валет, десятка, дев'ятка, вісімка, сімка, шістка, п'ятірка, четвірка, трійка, двійка та туз.
Масті французької колоди карт в українській мові мають свої традиційні найменування, адже до XIX століття в Україні картярили німецькою колодою. Коли німецьку колоду почала витісняти французька, її масті продовжили називати за найменуваннями їхніх німецьких відповідників:
- вино — ♠ піка
- дзвінка — ♦ бубна
- жир — ♣ трефа, хрести
- чирва — ♥ чирва.

## Коди символів мастей при наборі текстів

### Unicode
Використовуються символи від U+2660 до U+2667:
♠ ♡ ♢ ♣ ♤ ♥ ♦ ♧

### HTML
Використовуються цифрові коди &#9824; &#9827; &#9829; і &#9830; (або мнемоніки &spades; &clubs; &hearts; і &diams;):
♠ ♣ ♥ ♦
а також коди &#9828; &#9831; &#9825; і &#9826; для
♤ ♧ ♡ ♢

## Найвідоміші виробники гральних карт
1. Бельгійська компанія Cartamundi
2. Американська компанія United States Playing Card Company (скорочено U. S. Playing Card Co. або USPC). Їй належать бренди гральних карт Bicycle, Bee, KEM та інші.
3. Італійська компанія Modiano
4. Бразильська компанія Copag
5. Іспанська компанія Fournier
6. Австрійська компанія Piatnik
7. Італійська компанія Dal Negro

## Ставлення до карт у християнстві
У православній церкві, особливо у РПЦ, карти вважаються богохульною грою, що зневажає християнські символи. Наприклад, «бубни» символізують цвяхи, котрими прибивали до хреста Ісуса, символ «черви» — хулить євангельську губку на тростині, яку змочивши у оцті вояки піднесли до Ісусових уст, щоб він напився, «піки» — це символ списа римського воїна Лонгіна, котрий пробив ребро Ісуса. Слово «козир» походить від взятого із Талмуда слово «кошер» (жертвоприношення).
Натомість Катехизм Католицької церкви зазначає "«Азартні ігри (гра в карти тощо) або заклад (парі) самі собою не суперечать справедливості. Вони стають морально неприйнятними, якщо позбавляють людину необхідного для підтримки своїх потреб і потреб інших.» Так само Католицькою церквою засуджується шахрайство, ворожіння, обман. Що стосується пошуку антихристиянських символів, тут думки розходяться, але по більшості священники радять дотримуватися здорового глузду і не впадати в крайнощі. Так, священник РКЦ о. Микола Мишовський зазначив, що духовною небезпекою є постійний пошук духовних небезпек, а греко-католицький священник та блогер о. Михайло Димид та блогерка Маґдалина Димид наголошують, що гра в карти може бути однією з форм сімейного дозвілля, як і інші ігри. З опису життя св. Гавриїла від Матері Божої Страждальної відомо, що глибоко побожний юнак писав вірші, полюбляв танці, перегони та гру в карти. Якщо взяти до уваги назви мастей у різних мовах, то важко знайти в них безпосереднє відношення до християнства. Так, трефова масть походить від зображення не хреста, а трилисника конюшини і т. ін..

## Цікаві факти
- 2015 року в Краматорську влаштували інсталяцію гральних карт з карикатурними зображеннями терористів ДНР.[30]